# Catechismo

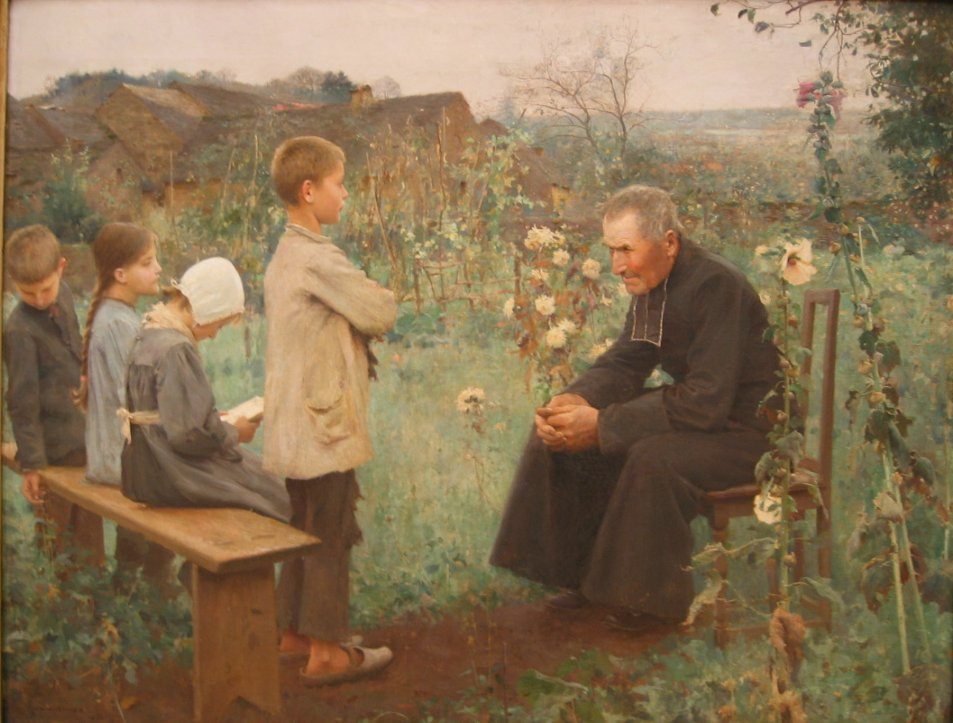
La lezione di catechismo, dipinto di Jules-Alexis Muenier, 1890

Il catechismo, κατηχισμός dal greco katechéo "istruisco oralmente" (kata, “con” ed echos, nell'accezione di ”voce”), è un sommario o esposizione didattica di una dottrina, esteso linguisticamente a ideologia e religione.
Il termine viene utilizzato tradizionalmente nell'insegnamento religioso cristiano a partire dal Nuovo Testamento.

## Storia
Tra III e IV secolo Cirillo di Gerusalemme redasse la Catechesi di Gerusalemme , note anche come Istruzioni catechetiche, rivolte a coloro che ricevevano il battesimo durante la Veglia Pasquale.
Nel IV secolo Gregorio di Nissa scrisse il Grande discorso catechetico, esposizione sintetica della dottrina cristiana rivolta ai catechisti, incentrata sulla Incarnazione di Cristo come unico mezzo di salvezza dell'uomo.
Nel Medioevo va menzionato il Disputatio puerorum per interrogationes et responsiones, attribuito ad Alcuino e considerato modello di catechismo dall'XI secolo al XIII secolo. In questo periodo si diffusero dapprima i lucidari, come l'Elucidarium, sive dialogus de summa totius christianae theologiae di Onorio di Autun, e poi i settenari, nei quali il dogma è presentato insistendo sul numero sette; tra questi ultimi i più diffusi furono quello di Sant'Edmondo intitolato Speculum Ecclesiae.
Di grande importanza si rivelò il Catechismus Vauriensis fuoriuscito dal sinodo di Lavaur (1369), mentre opere rivolte ai bambini furono quelle come l'Opus tripartitum di Jean de Gerson. Dopo l'invenzione della stampa riscosse grande seguito il Libretto della doctrina christiana di Sant'Antonino, arcivescovo di Firenze.

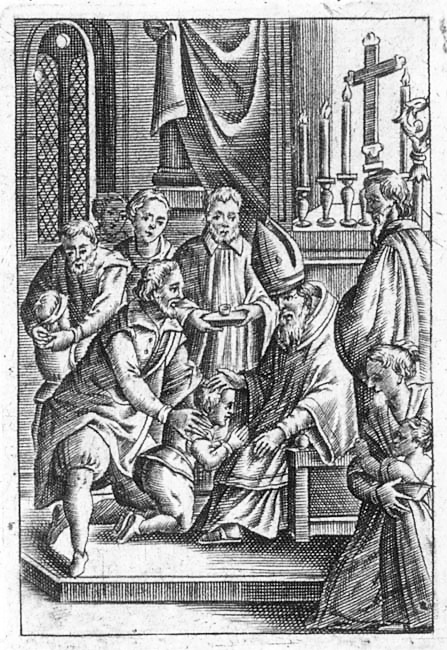
Illustrazione a p. 57 del Catechismus di San Pietro Canisio, 1679

Un grande impulso verso una maggiore semplicità fu indotto da Martin Lutero con il suo libro per bambini intitolato Kleiner Katechismus, mentre invece nel campo cattolico si imposero i catechismi di San Pietro Canisio e quello redatto per volere di Pio V e diretto da San Carlo Borromeo, intitolato Catechismus ex decreto Concilii tridentini ad parochos (1566), noto anche come catechismo romano e sbocciato nel contesto del Concilio di Trento.
Nel mondo cattolico si utilizzavano la Dottrina cristiana breve (1597) e la Dichiarazione più copiosa della dottrina cristiana (1598) di San Roberto Bellarmino, opere che furono tradotte in varie lingue e successivamente utilizzate come catechismi dalla Chiesa cattolica per tre secoli.
Agli inizi del Novecento si sentì la necessità di formulare un catechismo unificato almeno a livello nazionale, e quindi Pio X propose il testo di monsignor Casati del 1765. Altri tentativi di uniformare il testo di catechismo, sia per bambini sia per adulti furono numerosi, a cominciare dal cardinale Gasparri nel 1930 con il suo Catechismus Catholicus.

## Descrizione
I catechismi sono manuali dottrinali spesso in forma di domande e risposte da mandare a memoria, un formato anche usato in contesti non religiosi (ad esempio le FAQ, elencazione di domande e risposte frequenti su un determinato argomento). La catechesi è una forma elementare di istruzione religiosa, tipicamente orale, e tradizionalmente sotto la guida di un genitore, pastore o prete, insegnante di religione, o altra persona che occupa una funzione nell'ambito della comunità cristiana (incluso il diacono, o religioso) che pone una serie di domande e guida gli studenti (o discepoli) verso la comprensione della risposta data.
La catechetica è una branca della pedagogia che si occupa dell'istruzione catechistica e, in particolare, dei suoi metodi e delle sue regole. . Un catechista è l'addetto a tale istruzione religiosa. L'importanza fondamentale dell'istruzione catechistica è posta in particolare rilievo nei primi secoli dell'era cristiana. Sorgono allora scuole celebri specialmente nell'Africa cristiana (Egitto e Cartagine). I catechisti più noti sono Giustino, Ireneo, Tertulliano, Origene e Agostino, i quali si distinguono pure come apologeti della fede cristiana.

## Nella religione

### Cattolicesimo
Nella storia della chiesa cristiana il termine "catechesi" indica generalmente il corso di istruzione religiosa che viene impartito a coloro che intendono professare la fede cristiana, chiamati anche catecumeni.
Il Nuovo Testamento dà alcuni esempi di insegnamento catechistico. All'inizio doveva essere molto sommario e veniva impartito ai proseliti prima che ricevessero il battesimo. Vedasi quel che accade a Pentecoste, alla conversione di alcuni personaggi come Lidia, l'Etiope, il carceriere di Filippi.

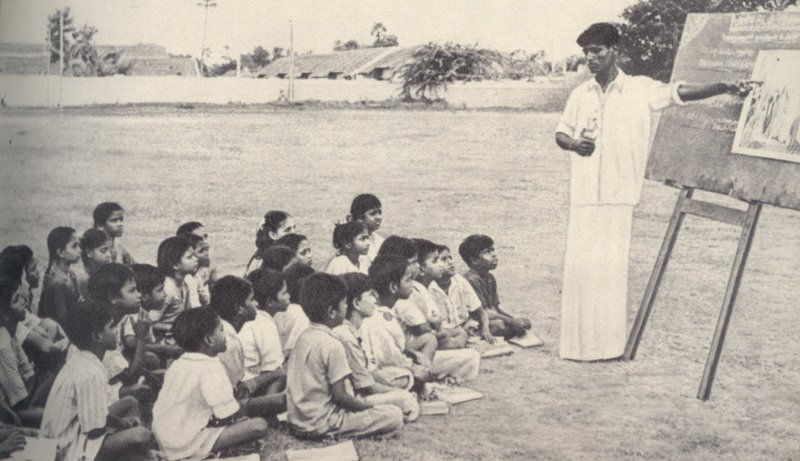
Catechista e allievi in un villaggio di Madras, in India, 1939

Ben presto il catecumenato, cioè seguire una catechesi, acquista una notevole importanza. Già l'apostolo Paolo designa coloro che impartiscono tale istruzione religiosa col nome di «dottori». Essi sono necessari perché gli apostoli, i quali esercitavano un ministero itinerante, non avevano la possibilità di impartire un'istruzione religiosa a carattere permanente. 
La necessità del catecumenato deriva dall'esplicito ordine di Gesù agli apostoli: